# Dampsmesnil
Dampsmesnil [dɑ̃mɛnil] est une ancienne commune française, située dans le département de l'Eure en région Normandie, devenue le 1er janvier 2016 une commune déléguée au sein de la commune nouvelle de Vexin-sur-Epte.

## Géographie

### Hydrographie
La commune est traversée par l'Epte au hameau d'Aveny.

## Toponymie
Le nom de la localité est attesté sus la forme Dom Maisnil vers 1060 (cartulaire de la Trinité-du-Mont), Dammesnil en 1266 (L. P.), Daumesnil en 1639 (arrêt), Dommenil en 1828 (Louis Du Bois).

## Histoire
Au XIIe siècle il y avait un château fortifié dont subsiste l'église actuelle. Il reste également un passage souterrain dont l'entrée au fond du cimetière existe encore (mais interdite) qui débouchait dans les bois (par l'allée couverte dit-on). Cette église possède un retable ancien don de l'abbaye de Trésor (à mi-chemin entre Ecos et Saint-Rémy que Victor Hugo évoque dans Les Misérables).
La commune possède dans la vallée de l'Epte un hameau (Aveny) avec un château qui fut longtemps la propriété des familles de Fayet puis de Robien.

## Politique et administration

### Liste des maires
| Période                                  | Période    | Identité          | Étiquette | Qualité |
| ---------------------------------------- | ---------- | ----------------- | --------- | ------- |
| Les données manquantes sont à compléter. |            |                   |           |         |
| mars 1969                                | mars 2001  | André Deneufbourg |           |         |
| mars 2001                                | mars 2014  | Jacques Requile   |           |         |
| mars 2014                                | 31/12/2015 | Alain Beauné      |           |         |

## Population et société

### Démographie
L'évolution du nombre d'habitants est connue à travers les recensements de la population effectués dans la commune depuis 1793. À partir du 1er janvier 2009, les populations légales des communes sont publiées annuellement dans le cadre d'un recensement qui repose désormais sur une collecte d'information annuelle, concernant successivement tous les territoires communaux au cours d'une période de cinq ans. 
Pour les communes de moins de 10 000 habitants, une enquête de recensement portant sur toute la population est réalisée tous les cinq ans, les populations légales des années intermédiaires étant quant à elles estimées par interpolation ou extrapolation. Pour la commune, le premier recensement exhaustif entrant dans le cadre du nouveau dispositif a été réalisé en 2004,.
En 2013, la commune comptait 201 habitants, en évolution de −1,95 % par rapport à 2008 (Eure : +2,66 %, France hors Mayotte : +2,49 %).
| 1793 | 1800 | 1806 | 1821 | 1831 | 1836 | 1841 | 1846 | 1851 |
| ---- | ---- | ---- | ---- | ---- | ---- | ---- | ---- | ---- |
| 163  | 173  | 174  | 329  | 314  | 309  | 322  | 318  | 315  |

| 1856 | 1861 | 1866 | 1872 | 1876 | 1881 | 1886 | 1891 | 1896 |
| ---- | ---- | ---- | ---- | ---- | ---- | ---- | ---- | ---- |
| 309  | 300  | 283  | 265  | 260  | 271  | 280  | 276  | 258  |

| 1901 | 1906 | 1911 | 1921 | 1926 | 1931 | 1936 | 1946 | 1954 |
| ---- | ---- | ---- | ---- | ---- | ---- | ---- | ---- | ---- |
| 262  | 262  | 249  | 227  | 213  | 195  | 187  | 159  | 174  |

| 1962 | 1968 | 1975 | 1982 | 1990 | 1999 | 2004 | 2009 | 2013 |
| ---- | ---- | ---- | ---- | ---- | ---- | ---- | ---- | ---- |
| 130  | 121  | 116  | 163  | 201  | 201  | 213  | 201  | 201  |

## Culture locale et patrimoine

### Lieux et monuments
- Église Notre-Dame d'Aveny[8].
- Église Saint-Pierre et Saint-Paul[9].
- Château d'Aveny, des XVIIIe et XIXe siècles[10].
- Allée couverte de Dampsmesnil, du néolithique récent, classée au titre des monuments historiques par arrêté du 28 janvier 1907[11].
- Pont d'Aveny, sur l'Epte, des XVIIIe et XIXe siècles, classé au titre des monuments historiques en 1995[12]. Ce monument est situé sur les deux communes qu'il relie, Dampsmesnil et Montreuil-sur-Epte, et sur deux départements, l'Eure et le Val-d'Oise.

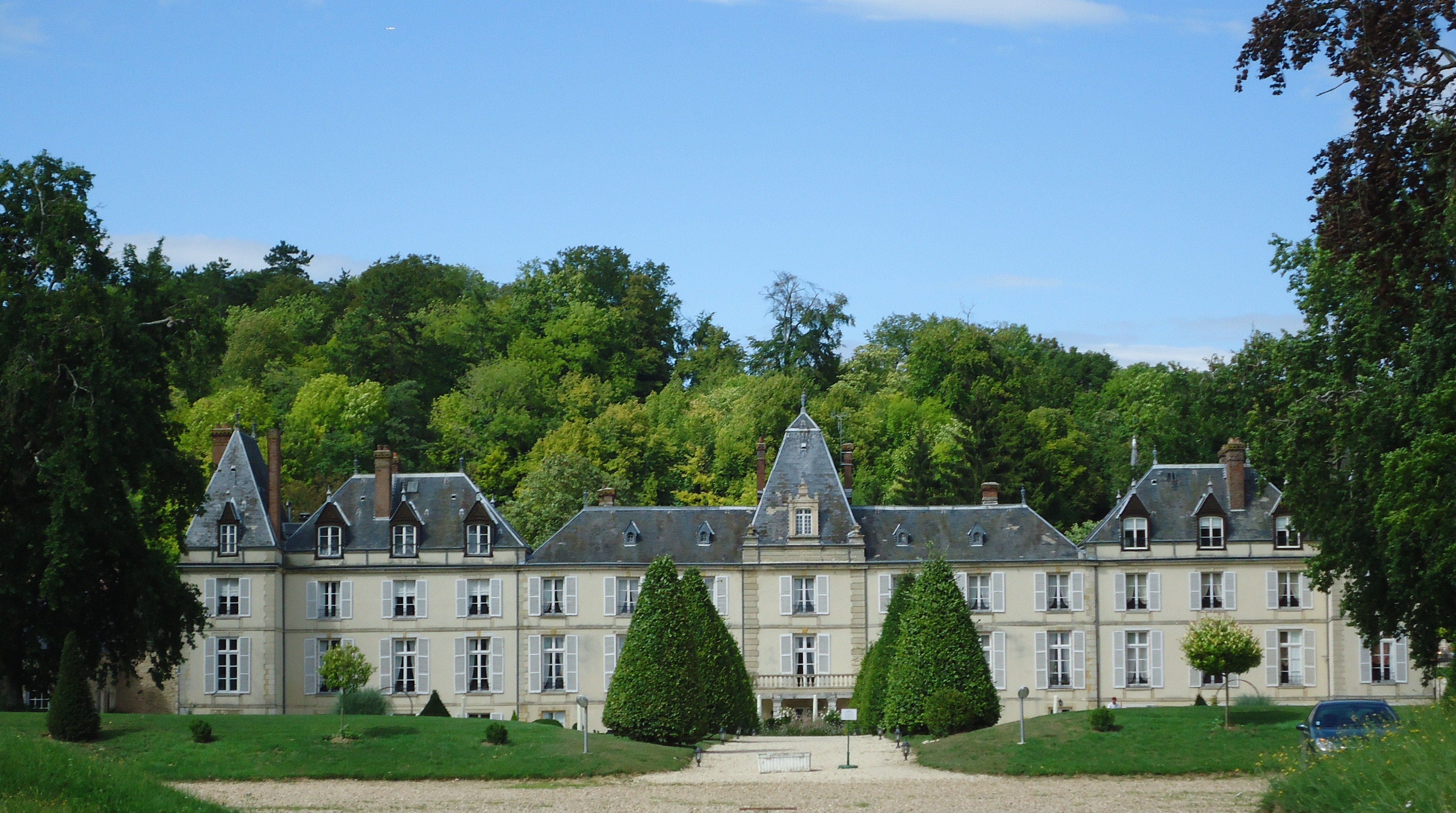
Le château d'Aveny.
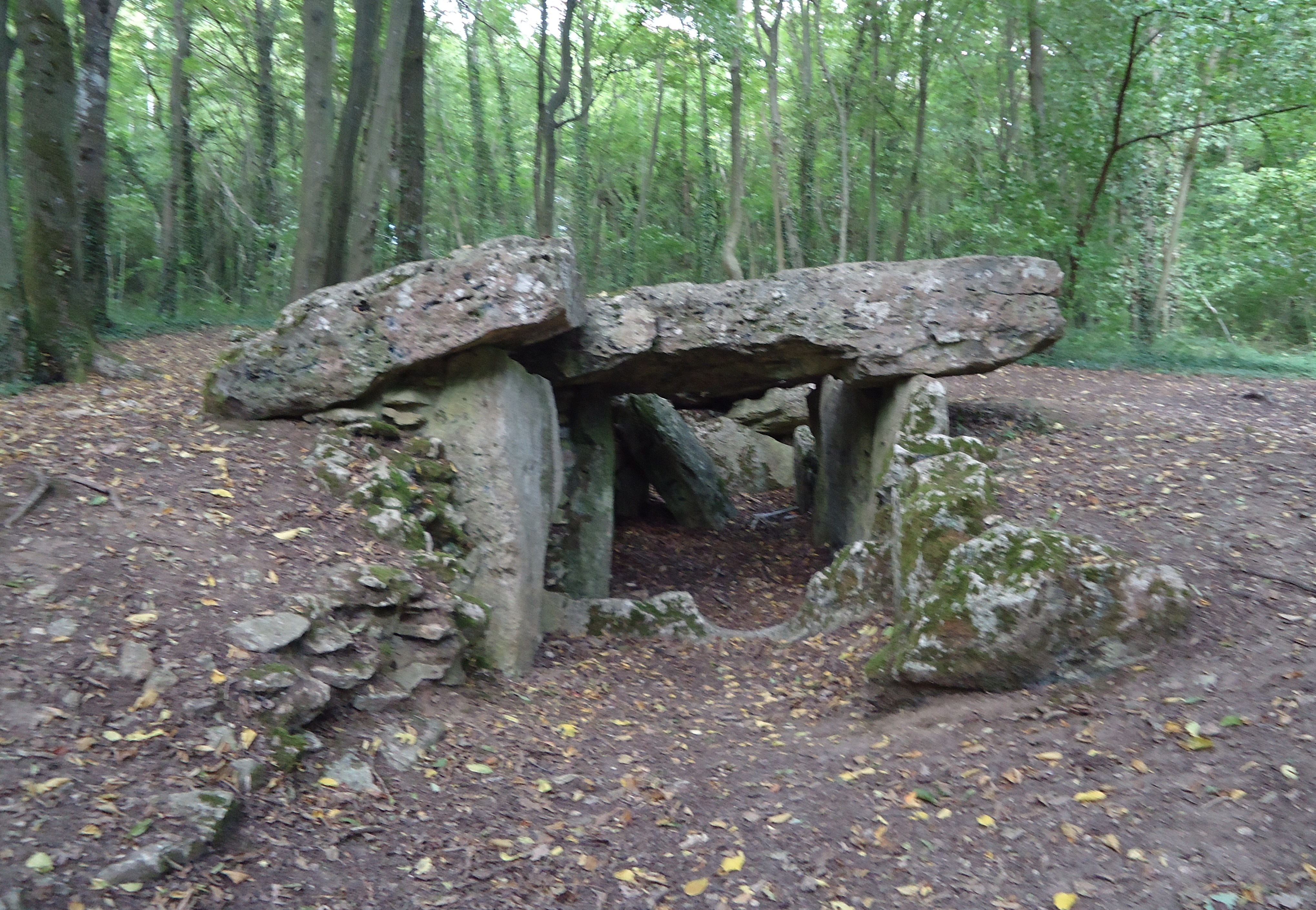
L'allée Couverte.
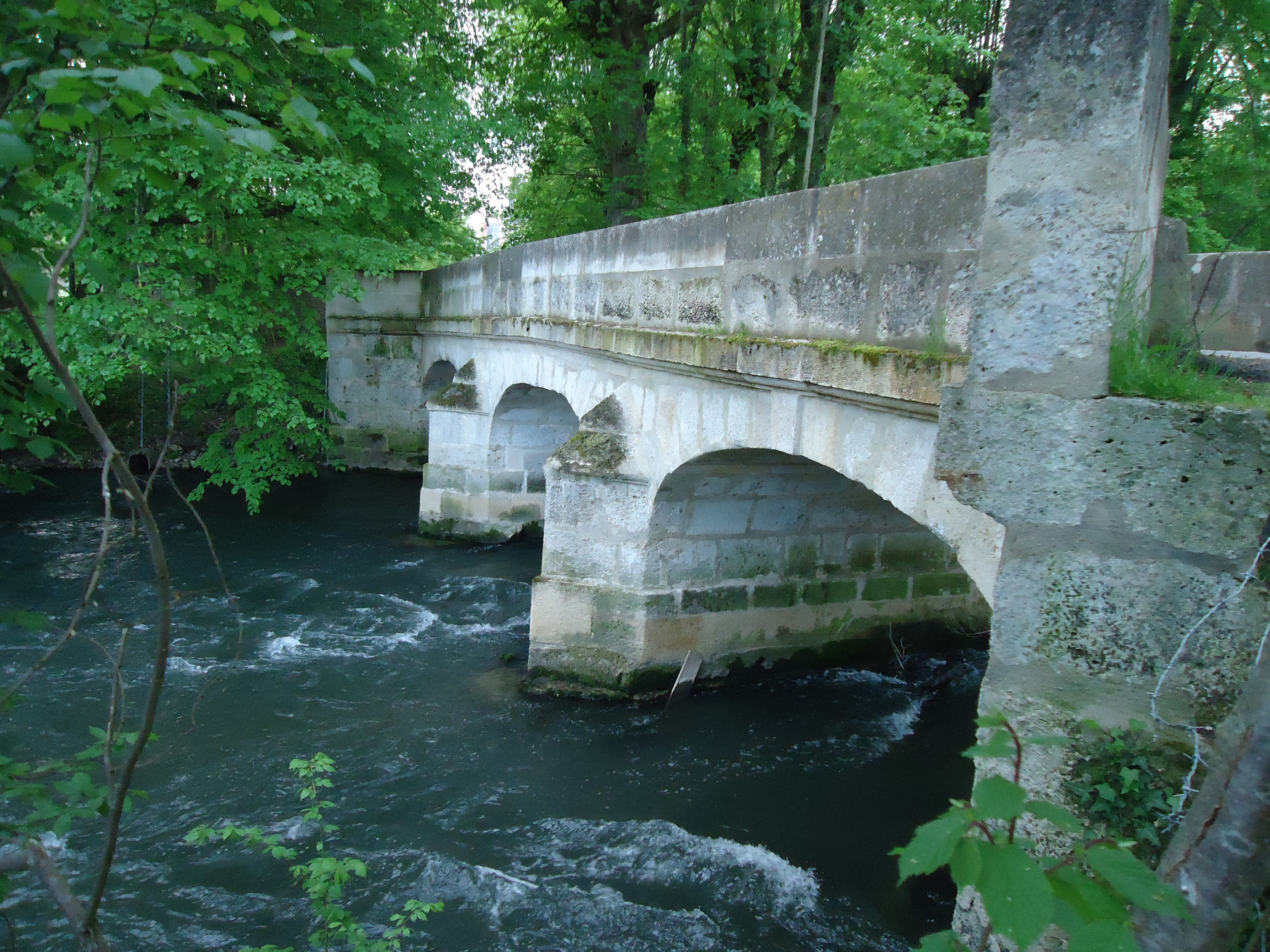
Le pont d'Aveny.

### Patrimoine naturel

#### Site classé
La vallée de l'Epte est un  Site classé (1982).

### Personnalités liées à la commune
- Michel Serrault y a eu une maison pendant de nombreuses années.
- Patrick Bricard, comédien.

### Film tourné à Dampsmesnil
- Séraphine de Martin Provost (2008)